# Чжон До-Чон
Чжон До-Чон або Чон Дочжон (кор. 정도전, хан.:鄭道傳, 1337(?) або 1342(?) — 26 серпня 1398), такой відомий за псевдонімом Самбон (кор. 삼봉) — корейський середньовічний політик, науковець, філософ. Впливовий аристократ, неоконфуціанський ідеолог, найближчий помічник та радник короля Тхеджо, засновника династії Чосон.